# Setteca'
Setteca' è una frazione del comune di Vicenza, appartenente alla terza circoscrizione e situata al confine Est del comune di Vicenza con il comune di Torri di Quartesolo.
Essa si sviluppa principalmente lungo due strade: la strada comunale di Setteca', che si stacca dalla strada regionale 11 Padana Superiore e, dopo aver attraversato la ferrovia Vicenza-Padova - che la divide in due parti quasi eguali - arriva sino alla strada di Ca' Balbi, nel quartiere di Bertesinella, e la strada del Paradiso che, staccandosi dalla chiesa parrocchiale, compie più o meno lo stesso percorso, un po' più a ovest della prima.

## Toponimi
Il nome più antico era "Ortaghedo", dal greco orizo e gea, cioè limite e terra, da cui il probabile significato di limite del territorio. 
In un documento del 1370 appare il nome di Setteca', che evidentemente deriva dal piccolo numero di case a quel tempo esistenti in questa zona di campagna.
Nell'uso popolare (1955) il tratto Sud della strada di Setteca' (tra la ferrovia e la SR11) veniva chiamato "strada delle Palle", perché sul muro di un vecchio fabbricato, vicino al passaggio a livello, erano infisse sei palle di pietra.

## Storia
Questa l'essenza di Setteca', com'era fino agli inizi del Novecento. 
Di questa comunità parlano documenti risalenti al 1200, chiamando con il nome di “Quartesolo di Sopra” la frazione nata lungo la via romana “Gallica”, che da Vicenza portava a Padova. La prima chiesa vi sorse nell'XI secolo, una modesta cappella in stile romanico che diventò il centro religioso per i pochi contadini della zona. 
Parrocchia fin dal XIII secolo, Setteca' dipendeva dalla pieve di Grumolo delle Abbadesse. La chiesa romanica fu ingrandita nel secolo XVIII con l'aggiunta del transetto e del coro, quando vi furono portati due altari barocchi, quello maggiore e quello della Madonna.
Negli ultimi decenni del Novecento, al di là della Padana Superiore, ancora molto trafficata nonostante sia stata declassata da strada statale a regionale e i veicoli transitino prevalentemente sull'autostrada A4, si è sviluppata una grande attività commerciale e produttiva. Il 22 settembre 1993 è stato inaugurato il centro commerciale Palladio, che si sviluppa su una superficie di 43.500 m², con oltre 2.000 posti auto, circa 100 negozi e un ipermercato di oltre 8.500 m².
Quasi al punto da far dimenticare, nel sentire comune, il nome di Setteca', sostituito da quello di "Vicenza Est", per la vicinanza con il casello autostradale della A4.

## Monumenti e luoghi d'interesse
Chiesa di Santa Maria Annunziata

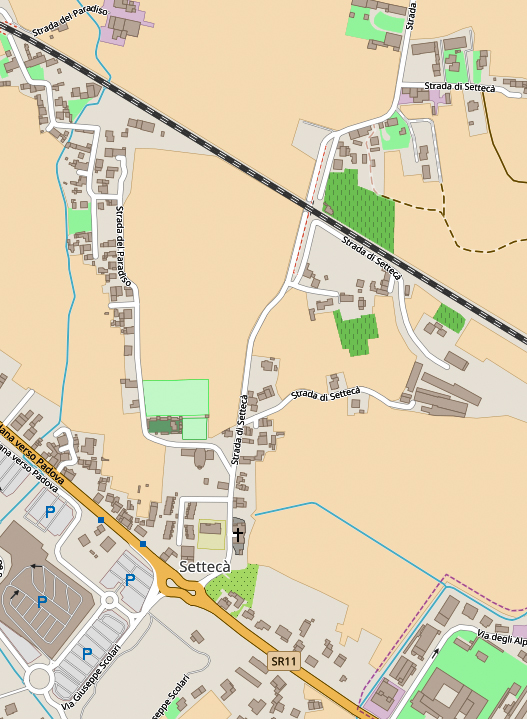
Mappa di Setteca'

La nuova chiesa, inaugurata il 31 maggio 1964 e intitolata a Santa Maria Annunziata, sorge su un'area poco a Nord della SR 11; ai lati sono stati costruiti anche la canonica e l'oratorio.
L'elemento geometrico dominante è l'ellisse, che si riscontra nella struttura portante, costituita da pilastri su fondazioni continue che dà una forma a carena, com'era per le antiche basiliche. L'ellisse ritorna nella copertura e nella copertura del coro, che si differenzia dal resto per forma e composizione, mostrando una struttura reticolare ellittica. Si crea così una frattura della superficie del coperto che ha una funzione importante per l'illuminazione, resa con un appariscente effetto di luce indiretta. L'interno della chiesa, infatti, riceve la luce che filtra tra le coppie di pilastri perimetrali, mentre il coro e l'abside sono illuminati dalla luce che entra dall'apertura sovrastante il coperto.
La facciata si presenta a forma concava, con la sagoma di due braccia aperte, a significare che la chiesa aspetta tutti in un abbraccio di fede e di amore. Sull'altare maggiore, unico e molto ampio, fino al 2009 era posta una preziosa pala della scuola dei Maganza che raffigurava l'Annunciazione, ma che nel luglio 2015 è stata rubata.
Sotto l'aspetto ecclesiale, la parrocchia di Santa Maria Annunziata di Setteca' fa parte della stessa unità pastorale di Bertesina e Bertesinella.
Cimitero
Vicino alla chiesa di Setteca' è situato uno degli otto cimiteri di Vicenza.